# Sagina belonophylla
Sagina belonophylla är en nejlikväxtart som beskrevs av Johannes Mattfeld. Sagina belonophylla ingår i släktet smalnarvar, och familjen nejlikväxter. Inga underarter finns listade i Catalogue of Life.